# Скорубский-Кандинский, Антон Павлович
Антон Павлович Скорубский-Кандинский (30 мая 1960, Симферополь — 10 января 2014, Нью-Йорк) — художник.

## Биография
В 1975—1979 годах — учащийся Крымского художественного училища им. Н. С. Самокиша. Был вольнослушателем в мастерской Евсея Моисеенко в Ленинградский институт живописи, скульптуры и архитектуры им. Репина, а в 1986 году окончил факультет монументальной живописи Киевской Академии художеств (ныне Национальная академия изобразительного искусства и архитектуры), где затем преподавал дизайн интерьеров. В 1986 году уехал в Германию, с 1998 года жил в США. Являлся членом Lomonosoff Клуба — объединения известных людей, небезразличных к имиджу русскоговорящего населения за границей. Скончался в Нью-Йорке 10 января 2014 года от сердечной недостаточности.

## Творчество
В Америке широко известны его работы и арт-проекты, прошло 8 персональных выставок (в 2007 году была представлена серия картин под общим названием «Медитация оружия»). Картины художника находятся в более чем 30 частных и государственных коллекциях в Германии, Англии, Франции, Италии, Израиле, Австралии и США. Скорубский-Кандинский разработал свою собственную концепцию символического сюрреализма, в котором он изображает силы, правящие миром и в котором души, освобожденные от этого мира, представляются в виде драгоценных камней.
С 28 мая до 27 сентября 2014 года в галерее НЮ АРТ на улице Михаила Грушевского, 28/2 в Киеве прошла выставка «Без комментариев. Антон Скорубский-Кандинский».